# Acanthermia stigmatica
Acanthermia stigmatica là một loài bướm đêm trong họ Noctuidae.